# جوك واتسون
جوك واتسون (بالإنجليزية: Jock Watson)‏ (28 نوفمبر 1883 في المملكة المتحدة - 6 مايو 1946 ببرينتفورد في المملكة المتحدة) هو لاعب كرة قدم بريطاني (وحمل سابقاً جنسية المملكة المتحدة لبريطانيا العظمى وأيرلندا) في مركز الظهير. لعب مع نادي برينتفورد ونادي غيلينغهام ونيوكاسل يونايتد ونادي كلايد ونادي ليدز ‏.